# شهرستان کالدول (تگزاس)
شهرستان کالدول، تگزاس (به انگلیسی: Caldwell County, Texas) یک سکونتگاه مسکونی در ایالات متحده آمریکا است که در تگزاس واقع شده‌است.

## خصوصیات
شهرستان کالدول ۱٬۴۱۶٫۷۳ کیلومترمربع مساحت دارد.